# Сницарь, Анатолий Иванович
Анатолий Иванович Сницарь (04.12.1936 — 15.10.2013) — советский и российский учёный в области создания технологий и оборудования для производства кормов животного происхождения, доктор биологических наук (1988), профессор (1989), член-корреспондент РАСХН (1990). Заслуженный деятель науки Российской Федерации (1993).

## Биография
Родился в станице Синява Винницкой области Украинской ССР.
Окончил Московский технологический институт мясной и молочной промышленности (1959). Работал главным инженером Рубцовского и Барнаульского мясокомбинатов в Алтайском крае (1959—1962).
С 1962 г. во ВНИИ мясной промышленности: старший инженер, старший научный сотрудник (1962—1977), зав. лабораторией производства сухих животных кормов (1977—2001), главный научный сотрудник (с 2001).
Соавтор технологии и технических средств для производства мясокостной муки в потоке на линии СЖК-500, в варочном аппарате, на линии Я8-ФОБ по переработке кости, на линии ПММ-200 производства мясной муки. Принимал участие в написании 25 технологических инструкций и изменений к ним, 20 наставлений по применению продукта в кормлении с.-х. животных.
Член Нью-Йоркской академии наук (1997). Лауреат премии Правительства РФ (1996) и Государственной премии Российской Федерации (2003). Награждён двумя медалями СССР и РФ, 8 медалями ВДНХ и ВВЦ.
Скончался 15 октября 2013 года, похоронен на Алексеевском кладбище Москвы.

## Основные работы
- Новое в технологии и технике производства белковых кормов за рубежом / соавт.: И. М. Чернуха и др. — М., 1988. — 29 с.
- Биотехнология и оценка качества животных кормов / соавт.: В. И. Ивашов, И. М. Чернуха. — М.: Агропромиздат, 1991. — 193 с.
- Белковые кормовые добавки / соавт.: И. М. Чернуха, О. И. Лугарь. — М., 1994. — 37 c. — (Мясн. пром-сть: Обзор. информ. / АгроНИИТЭИММП).
- Справочник мастера цеха технических фабрикатов / соавт.: В. И. Ивашов, М. В. Дудин. — М.: Ред. журн. «Мясн. индустрия», 1996. — 192 с.
- Производство и использование новых кормовых средств / соавт.: М. П. Кирилов и др. — М.: Пищепромиздат, 2004. — 172 с.